# Michaël Cuisance
Michaël Cuisance (Strasbourg, 1999. augusztus 16. –) francia korosztályos válogatott labdarúgó, a Hertha BSC játékosa.

## Pályafutása

### Klubcsapatban
Fiatalon a Strasbourg Koenigshoffen, az ASPTT Strasbourg, a Strasbourg és a Schiltigheim, valamint a Nancy korosztályos csapataiban nevelkedett. 2016. február 24-én a Nancy második csapatában az US Forbach ellen csreként mutatkozott be, ez volt az egyetlen tétmérkőzése a klubban. A 2017–18-as szezonban a német Borussia Mönchengladbach csapatához igazolt. 2023-ig írt alá új klubjával. 2017. augusztus 27-én a Borussia Dortmund II ellen mutatkozott be a második csapatnál. Október 24-én az első csapat színeiben a kupában a Fortuna Düsseldorf ellen debütált. Egy hónappal később a bajnokságban is bemutatkozott a VfB Stuttgart ellen. 2019. augusztus 17-én a Bayern München hivatalos honlapján jelentette be szerződtetését. Augusztus 31-én debütált a Mainz 05 csapata ellen 6–1-re megnyert bajnoki mérkőzésen a 79. percben Thiago Alcântara cseréjeként. 2020. június 27-én megszerezte első gólját a VfL Wolfsburg elleni találkozón.
2020. október 5-én vételi opcióval kölcsönbe vette egy szezonra a francia Marseille.
2022. január 3-án 2025 nyaráig szerződtette az olasz Venezia csapata. 2023. január 30-án kölcsönbe került a Sampdoria csapatához vételi opció nélkül. Szeptember 1-jén a német VfL Osnabrück egy évre szerződtette kölcsönben. 2024. június 21-én jelentették be, hogy július 1-től a Hertha BSC játékosa lesz.

### A válogatottban
Részt vett a 2016-os U17-es labdarúgó-Európa-bajnokságon, a 2018-as U19-es labdarúgó-Európa-bajnokságon a francia korosztályos válogatottakkal.

## Statisztika
2024. március 15-i állapotnak megfelelően.
| Klub                        | Szezon   | Bajnokság              | Bajnokság | Bajnokság | Kupa  | Kupa  | Ligakupa | Ligakupa | Nemzetközi | Nemzetközi | Egyéb | Egyéb | Összesen | Összesen |
| Klub                        | Szezon   | Osztály                | Mérk.     | Gólok     | Mérk. | Gólok | Mérk.    | Gólok    | Mérk.      | Gólok      | Mérk. | Gólok | Mérk.    | Gólok    |
| --------------------------- | -------- | ---------------------- | --------- | --------- | ----- | ----- | -------- | -------- | ---------- | ---------- | ----- | ----- | -------- | -------- |
| Nancy II                    | 2016–17  | Championnat National 3 | 1         | 0         | —     | —     | —        | —        | —          | —          | —     | —     | 1        | 0        |
| Borussia Mönchengladbach II | 2017–18  | Regionalliga West      | 1         | 0         | —     | —     | —        | —        | —          | —          | —     | —     | 1        | 0        |
| Borussia Mönchengladbach II | 2018–19  | Regionalliga West      | 1         | 1         | 0     | 0     | —        | —        | —          | —          | —     | —     | 1        | 1        |
| Borussia Mönchengladbach II | Összesen | Összesen               | 2         | 1         | 0     | 0     | 0        | 0        | 0          | 0          | 0     | 0     | 2        | 1        |
| Borussia Mönchengladbach    | 2017–18  | Bundesliga             | 24        | 0         | 2     | 0     | —        | —        | —          | —          | —     | —     | 26       | 7        |
| Borussia Mönchengladbach    | 2018–19  | Bundesliga             | 11        | 0         | 2     | 0     | —        | —        | —          | —          | —     | —     | 13       | 0        |
| Borussia Mönchengladbach    | Összesen | Összesen               | 35        | 0         | 4     | 0     | 0        | 0        | 0          | 0          | 0     | 0     | 39       | 0        |
| Bayern München              | 2019–20  | Bundesliga             | 9         | 1         | 1     | 0     | —        | —        | —          | —          | —     | —     | 26       | 7        |
| Bayern München              | 2020–21  | Bundesliga             | 1         | 0         | —     | —     | —        | —        | —          | —          | —     | —     | 1        | 0        |
| Bayern München              | 2021–22  | Bundesliga             | 1         | 0         | 1     | 1     | 0        | 0        | —          | —          | —     | —     | 2        | 1        |
| Bayern München              | Összesen | Összesen               | 11        | 1         | 2     | 1     | 0        | 0        | 0          | 0          | 0     | 0     | 13       | 2        |
| Bayern München II           | 2019–20  | 3. Liga                | 5         | 2         | 0     | 0     | —        | —        | —          | —          | —     | —     | 5        | 2        |
| Marseille (kölcsön)         | 2020–21  | Ligue 1                | 23        | 2         | 1     | 0     | —        | —        | 6          | 0          | —     | —     | 30       | 2        |
| Venezia                     | 2021–22  | Serie A                | 13        | 0         | 0     | 0     | —        | —        | —          | —          | —     | —     | 13       | 0        |
| Venezia                     | 2022–23  | Serie B                | 13        | 2         | 0     | 0     | —        | —        | —          | —          | —     | —     | 13       | 2        |
| Venezia                     | Összesen | Összesen               | 26        | 2         | 0     | 0     | 0        | 0        | 0          | 0          | 0     | 0     | 26       | 2        |
| Sampdoria (kölcsön)         | 2022–23  | Serie A                | 12        | 0         | —     | —     | —        | —        | —          | —          | —     | —     | 12       | 0        |
| VfL Osnabrück (kölcsön)     | 2023–24  | 2. Bundesliga          | 19        | 3         | 0     | 0     | —        | —        | —          | —          | —     | —     | 19       | 3        |
| Összesen                    | Összesen | Összesen               | 134       | 12        | 7     | 1     | 0        | 0        | 6          | 0          | 0     | 0     | 147      | 13       |

## Sikerei, díjai
- Bayern München II
  - 3. Liga (1): 2019-20

- Bayern München
  - Német bajnok (1): 2019-20
  - Német kupa (1): 2019-20
  - Bajnokok ligája (1): 2019-20